# Denis Volotka
Denis Vladimirovitch Volotka (en russe : Денис Владимирович Волотка), né le 10 octobre 1985 à Bourabay, est un fondeur kazakh. Spécialiste du sprint, il a remporté une victoire en Coupe du monde en sprint par équipes aux côtés de Nikolay Chebotko le 7 décembre 2012 à Québec. Il s'agit de son unique podium en Coupe du monde. Il a également participé aux championnats du monde 2011 avec une 6e place en sprint par équipes aux côtés d'Alexey Poltoranin. 

## Biographie
Il fait ses débuts dans les courses FIS en 2005 et obtient son premier podium international en 2008 dans la Coupe d'Europe de l'Est sur un sprint.
Denis Volotka fait ses débuts en Coupe du monde le 21 janvier 2010 en prenant part à un sprint en style libre à Rybinsk, duquel il termine 25e. Il intègre alors l'équipe du Kazakhstan dans le sillage de leur leader Alexey Poltoranin. À part deux médailles de bronze à l'Universiade d'Erzurum, il ne réalise pas de performance probante, mais est retenu pour participer aux championnats du monde 2011 d'Oslo pour un sprint par équipes aux côtés de Poltoranin, où il termine 6e (finaliste). Après une saison 2011, où il n'inscrit aucun point en Coupe du monde, il réalise son premier top 10 dans une épreuve individuelle dans un sprint à Davos en fin d'année 2011, prenant la 10e place.
Lors de la saison 2013, il effectue son meilleur début de saison avec une 9e place dans le relais à Gällivare et une 44e place dans le Nordic Opening. Le 7 décembre 2012 à Québec, il crée la surprise avec son équipier Nikolay Chebotko en remportant la première épreuve de Coupe du monde par équipes du Kazakhstan, devant les Russes et les Norvégiens.
En 2014, il dispute ses premiers jeux olympiques à Sotchi, où il est éliminé en qualifications du sprint avec le 58e temps. Quatre ans plus tard, aux Jeux olympiques de Pyeongchang, il dispute quatre courses, terminant 52e du sprint, 64e du quinze kilomètres, 8e du relais et 15e du sprint par équipes.
Il inscrit des points dans la Coupe du monde en 2020 dans un sprint sur le Tour de ski.

## Palmarès

### Jeux olympiques
| Épreuve / Édition   | Sprint                           | Sprint                           | 15 km                            | 15 km                            | Skiathlon 2 × 15 km | 50 km | Relais | Relais    |
| Épreuve / Édition   | libre                            | classique                        | libre                            | classique                        | Skiathlon 2 × 15 km | 50 km | Sprint | 4 × 10 km |
| JO 2014 Sotchi      | 58e                              | Épreuve inexistante à cette date | Épreuve inexistante à cette date | —                                | —                   | —     | —      | 13e       |
| JO 2018 Pyeongchang | Épreuve inexistante à cette date | 52e                              | 64e                              | Épreuve inexistante à cette date | —                   | —     | 15e    | 8e        |

Légende :
- — : Denis Volotka n'a pas participé à cette épreuve
- : Épreuve inexistante à cette date

### Championnats du monde
| Épreuve / Édition           | Sprint                           | Sprint                           | 15 km                            | 15 km                            | Skiathlon 2 × 15 km | 50 km libre | Relais | Relais    |
| Épreuve / Édition           | libre                            | classique                        | libre                            | classique                        | Skiathlon 2 × 15 km | 50 km libre | Sprint | 4 × 10 km |
| Mondiaux 2011 Oslo          |                                  | Épreuve inexistante à cette date | Épreuve inexistante à cette date |                                  | Abandon             |             | 6e     |           |
| Mondiaux 2013 Val di Fiemme | Épreuve inexistante à cette date | 50e                              | 62e                              | Épreuve inexistante à cette date |                     |             |        |           |
| Mondiaux 2015 Falun         | Épreuve inexistante à cette date | 52e                              | 71e                              | Épreuve inexistante à cette date |                     |             |        |           |
| Mondiaux 2017 Lahti         | 40e                              | Épreuve inexistante à cette date | Épreuve inexistante à cette date | 41e                              |                     |             |        | 9e        |
| Mondiaux 2019 Seefeld       | 45e                              | Épreuve inexistante à cette date | Épreuve inexistante à cette date | 51e                              |                     |             | 15e    | 7e        |

### Coupe du monde
- Meilleur classement général : 117e en 2012.
- 1 podium : 
  - 1 podium en épreuve collective : 1 victoire.

#### Classements en Coupe du monde
| Saison / Épreuve | Saison / Épreuve | Général | Général | Distance | Distance | Sprint | Sprint | Tour de ski depuis 2007 | Finales depuis 2008 | Nordic Opening depuis 2011       |
| ---------------- | ---------------- | ------- | ------- | -------- | -------- | ------ | ------ | ----------------------- | ------------------- | -------------------------------- |
| Saison / Épreuve | Saison / Épreuve | Class.  | Points  | Class.   | Points   | Class. | Points | Tour de ski depuis 2007 | Finales depuis 2008 | Nordic Opening depuis 2011       |
| 2010             | 2010             | 134e    | 19      | 95e      | 13       | 100e   | 6      | -                       | -                   | Épreuve inexistante à cette date |
| 2011             | 2011             | -       | -       | -        | -        | -      | -      | -                       | -                   | 78e                              |
| 2012             | 2012             | 117e    | 26      | -        | -        | 66e    | 26     | -                       | -                   | 47e                              |
| 2013             | 2013             | 152e    | 6       | -        | -        | 94e    | 6      | -                       | -                   | 44e                              |
| 2014             | 2014             | 125e    | 19      | -        | -        | 67e    | 19     | -                       | -                   | 52e                              |
| 2015             | 2015             | -       | -       | -        | -        | -      | -      |                         |                     | 83e                              |
| 2020             | 2020             | 126e    | 11      | -        | -        | 77e    | 6      | 50e                     |                     |                                  |

### Universiades
- Erzurum 2011
  -  Médaille de bronze sur le sprint.
  -  Médaille de bronze sur le relais.